# Баленко Олександр Олексійович
Олександр Олексійович Баленко (* 22 лютого (6 березня) 1913, Зіньків — † 17 грудня 1966, Бориспіль) — радянський військовий льотчик та військовий діяч, Герой Радянського Союзу (1944), у роки Німецько-радянської війни командир 22-го гвардійського бомбардувального авіаційного полку 5-ї гвардійської бомбардувальної авіаційної дивізії 4-го гвардійського бомбардувального авіаційного корпусу авіації дальньої дії, гвардії підполковник.

## Біографія
Народився 6 березня 1913 року в місті Зінькові (нині Полтавська область) в сім'ї робітника. Українець. Член КПРС з 1940 року. Закінчив два курси інституту електромашинобудування. У 1932 році — Батайську школу пілотів цивільного повітряного флоту. Працював пілотом-інструктором транспортного загону цивільного повітряного флоту в Києві.
У 1941 році призваний в ряди Червоної Армії. У боях радянсько-німецької війни з червня 1941 року. До жовтня 1944 року підполковник О. О. Баленко зробив 203 бойових вильотів на бомбардування військово-промислових об'єктів в глибокому тилу противника і транспортування спецвантажів партизанам.
Указом Президії Верховної Ради СРСР від 5 листопада 1944 року за зразкове виконання бойових завдань командування по знищенню живої сили і техніки противника і проявлені при цьому мужність і героїзм гвардії підполковникові Баленку Олександру Олексійовичу присвоєне звання Героя Радянського Союзу з врученням ордена Леніна і медалі «Золота Зірка» (№ 5278).

Надгробок Олександра Баленка

Після закінчення війни продовжував службу у військово-повітряних силах. З 1961 року генерал-майор авіації О. О. Баленко — в запасі. Жив у місті Борисполі Київської області. Працював заступником начальника Бориспільського аеропорту. Помер 17 грудня 1966 року. Похований у Києві на Лук'янівському військовому кладовищі.

## Нагороди, пам'ять
Нагороджений двома орденами Леніна, трьома орденами Червоного Прапора, орденом Олександра Невського, орденом Вітчизняної війни 1-го ступеня, орденом Червоної Зірки, орденом «Знак Пошани», медалями, іноземним орденом.
Ім'ям Героя названа вулиця в Полтаві та Зінькові.